# Ситовская надпись

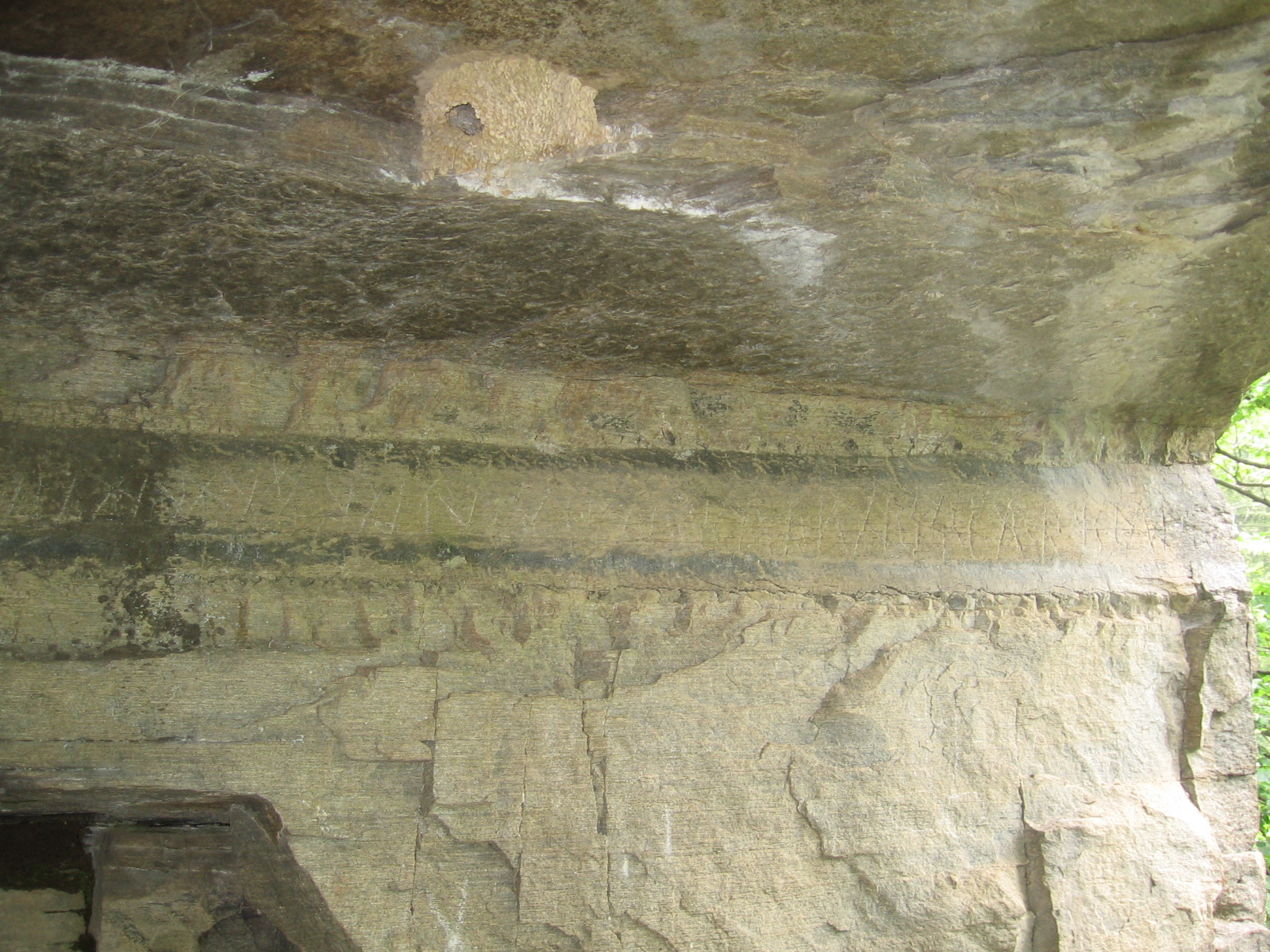
Ситовская надпись

Ситовская надпись — надпись, обнаруженная в пещере около болгарского селения Ситово в 1928 году археологической экспедицией Александра Пеева. Отдельные знаки надписи напоминали символы греческого алфавита, однако из-за плохой сохранности надпись прочесть было невозможно. Длительное время не удавалось определить даже приблизительный возраст надписи. Любители и профессионалы предлагали разнообразные «дешифровки» на разных языках, даже предлагали сравнить её с рунами в соборе Святой Софии в Константинополе. В 1991 году московские лингвисты Л. Баюн и В. Орёл идентифицировали надпись как фригийскую и частично её прочитали как:

(А) Если создадут образ Ипты в виде имана Ипты для неё (sc. богини),

(В) (то когда) кто (-то) для него (sc. бога) (нечто) Вакхово сделал, иман бога (=Вакха) создадут..

## Примечание
1. ↑  Vasil Ilyov. DISCOVERIES ABOUT THE LITERACY, LANGUAGE AND CULTURE OF THE ANCIENT MACEDONIANS. Дата обращения: 9 октября 2008. Архивировано 29 сентября 2008 года.
2. ↑  Pavel Serafimov. The Sitovo Inscription. Дата обращения: 9 октября 2008. Архивировано 17 февраля 2012 года.
3. ↑  А. Титов. Заговорит ли «каменный автограф»?
4. ↑  Mel Copeland. Phrygian language. Дата обращения: 9 октября 2008. Архивировано 24 сентября 2008 года.
5. ↑  Баюн Л. С., Орел В. Э. Лингвистическая и культурно-историческая интерпретация Ситовской надписи // Вестник древней истории 1993, № 1, с. 126—135